# (5073) Junttura
(5073) Junttura es un asteroide perteneciente al cinturón de asteroides, descubierto el 3 de marzo de 1943 por Yrjö Väisälä desde el Observatorio de Iso-Heikkilä, en Turku, Finlandia.

## Designación y nombre
Designado provisionalmente como 1943 EN. Fue nombrado Junttura en homenaje a la “junttura”, una forma de pensar finlandesa en la tenacidad de finalizar las cosas que se empiezan con afán, aparece bien relatado en la novela “Bajo la estrella polar” de Väinö Linna.